# 图赖讷地区圣莫尔
图赖讷地区圣莫尔（法語：Sainte-Maure-de-Touraine，法語發音：[sɛ̃t moʁ də tuʁɛn] ⓘ），法国中心部城市，中央-卢瓦尔河谷大区安德尔-卢瓦尔省的一个市镇，隶属于希农区，其市镇面积为40.41平方公里，2022年1月1日时人口数量为4,118人，在法国城市中排名第2,678位。
图赖讷地区圣莫尔位于安德尔-卢瓦尔省南部，A10高速公路和多条公路在此交汇，是一个区域性的中心城市和交通枢纽。图赖讷地区圣莫尔因出产同名奶酪而闻名，后者自1996年起获得原产地名称保护标志。

## 地名来源

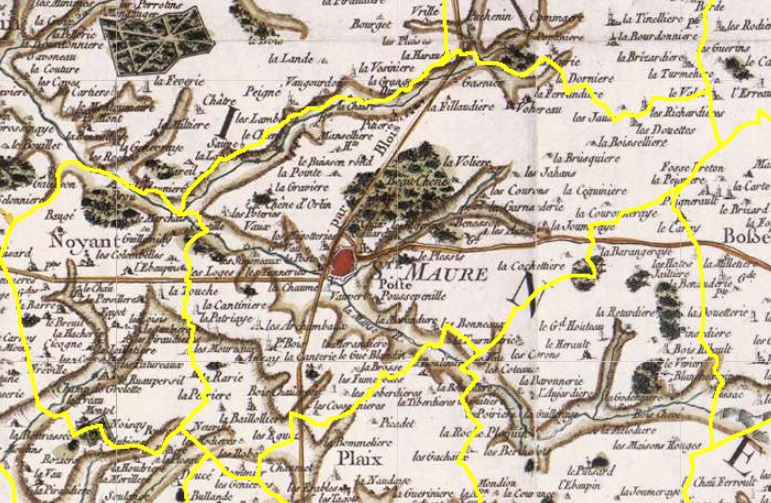
卡西尼地图上的图赖讷地区圣莫尔

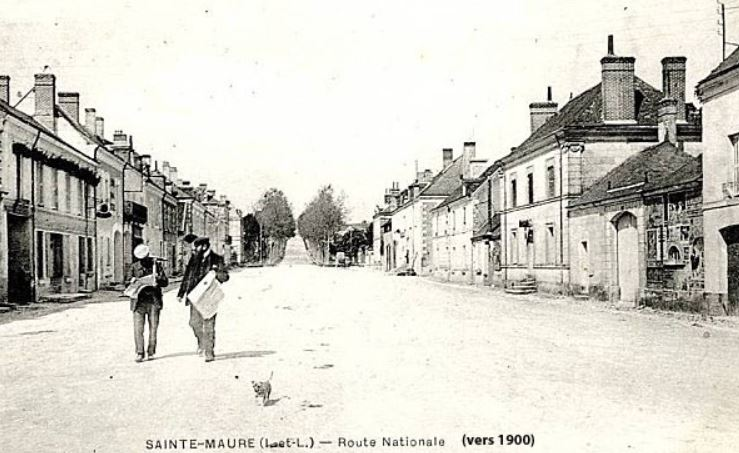
19世纪末的圣莫尔

“Sainte-Maure”一名来源于天主教女圣人图尔的莫尔（Maure de Touraine），其生平尚有待进一步考证。
“de-Touraine”这一后缀至1959年起成为当地官方名称的一部分。
此外，因翻译标准不同，“Sainte-Maure-de-Touraine”在中文谷歌地图以及部分汉语资料中又被译为圣莫尔-德图赖讷。

## 历史
图赖讷地区圣莫尔的早期历史尚不清楚，其境内的布米耶巨石阵经鉴定出现于新石器时期。古典时期，芒斯河右岸的高地上已出现了一处奥皮杜姆。中世纪中期，安茹的富尔克三世在此修建了一处城堡。中世纪中后期，圣莫尔长期为图赖讷的一处普通农业村落，由图尔出发的圣雅各之路由此通过。18世纪时，圣莫尔为图赖讷行省的一个商业征税中心。法国大革命后，图赖讷行省被撤销，圣莫尔成为安德尔-卢瓦尔省的一个市镇。途径图赖讷地区圣莫尔的高速公路于20世纪70年代分段建成。

## 地理

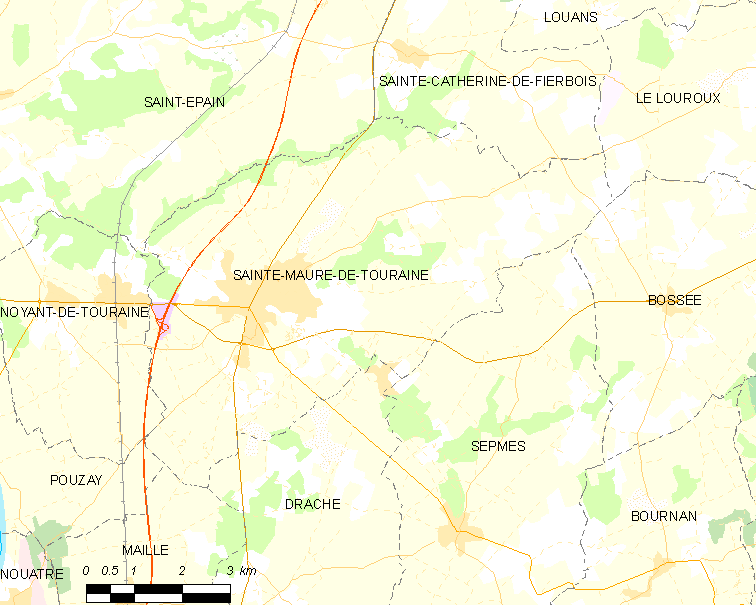
图赖讷地区圣莫尔市镇范围地图

图赖讷地区圣莫尔位于法国中西部，中央-卢瓦尔河谷大区西部和安德尔-卢瓦尔省南部，距离省会图尔大约38公里。与图赖讷地区圣莫尔接壤的市镇包括：博塞、德拉谢、勒卢鲁、马耶、图赖讷地区努瓦扬、普宰、圣卡特琳-德菲耶尔布瓦、圣埃潘、塞姆。

### 地形
图赖讷地区圣莫尔位于普瓦图丘陵的北部延伸地带，境内以浅丘为主，市镇中心地势自芒斯河畔向北有较为明显的抬升，全境海拔在58到122米之间。

### 水文
图赖讷地区圣莫尔位于卢瓦尔河流域，其二级支流芒斯河自东向西流经境内。

### 植被
图赖讷地区圣莫尔属于温带阔叶混交林区，林地多分布于河流附近，市镇范围东北部为默纳松树林（Bois de Menasson）。
在鲜花城市的评比中，图赖讷地区圣莫尔被评为2星级鲜花城市。

### 气候
图赖讷地区圣莫尔在柯本气候分类法中属于温带海洋性气候。
距离图赖讷地区圣莫尔最近的常年气象站位于圣埃潘境内，以下为该气象站的数据（其中日照数据取自帕尔赛-梅莱）：
| 圣埃潘1981年－2019年 | 圣埃潘1981年－2019年 | 圣埃潘1981年－2019年 | 圣埃潘1981年－2019年 | 圣埃潘1981年－2019年 | 圣埃潘1981年－2019年 | 圣埃潘1981年－2019年 | 圣埃潘1981年－2019年 | 圣埃潘1981年－2019年 | 圣埃潘1981年－2019年 | 圣埃潘1981年－2019年 | 圣埃潘1981年－2019年 | 圣埃潘1981年－2019年 | 圣埃潘1981年－2019年 |
| 月份                 | 1月                  | 2月                  | 3月                  | 4月                  | 5月                  | 6月                  | 7月                  | 8月                  | 9月                  | 10月                 | 11月                 | 12月                 | 全年                 |
| -------------------- | -------------------- | -------------------- | -------------------- | -------------------- | -------------------- | -------------------- | -------------------- | -------------------- | -------------------- | -------------------- | -------------------- | -------------------- | -------------------- |
| 历史最高温 °C（°F）  | 18.1 (64.6)          | 20.7 (69.3)          | 24.3 (75.7)          | 29.8 (85.6)          | 32.7 (90.9)          | 38.5 (101.3)         | 38.5 (101.3)         | 40.2 (104.4)         | 34 (93)              | 29.2 (84.6)          | 22.2 (72.0)          | 17.7 (63.9)          | 40.2 (104.4)         |
| 平均高温 °C（°F）    | 7.7 (45.9)           | 9.3 (48.7)           | 13 (55)              | 15.9 (60.6)          | 20.1 (68.2)          | 23.8 (74.8)          | 25.7 (78.3)          | 25.8 (78.4)          | 21.7 (71.1)          | 16.9 (62.4)          | 11.1 (52.0)          | 7.6 (45.7)           | 16.6 (61.9)          |
| 日均气温 °C（°F）    | 4.9 (40.8)           | 5.9 (42.6)           | 8.5 (47.3)           | 10.9 (51.6)          | 14.8 (58.6)          | 18.2 (64.8)          | 19.9 (67.8)          | 20 (68)              | 16.3 (61.3)          | 12.9 (55.2)          | 7.9 (46.2)           | 5 (41)               | 12.1 (53.8)          |
| 平均低温 °C（°F）    | 2.1 (35.8)           | 2.4 (36.3)           | 4 (39)               | 5.8 (42.4)           | 9.5 (49.1)           | 12.5 (54.5)          | 14.1 (57.4)          | 14.1 (57.4)          | 10.9 (51.6)          | 8.8 (47.8)           | 4.8 (40.6)           | 2.3 (36.1)           | 7.6 (45.7)           |
| 历史最低温 °C（°F）  | −13.8 (7.2)          | −12.8 (9.0)          | −9.4 (15.1)          | −2.9 (26.8)          | 0.2 (32.4)           | 4.1 (39.4)           | 6.9 (44.4)           | 6.4 (43.5)           | 2.4 (36.3)           | −3 (27)              | −7 (19)              | −11.7 (10.9)         | −13.8 (7.2)          |
| 平均降水量 mm（）    | 67.4 (2.65)          | 56 (2.2)             | 51.2 (2.02)          | 58.4 (2.30)          | 57.3 (2.26)          | 47.7 (1.88)          | 54 (2.1)             | 59.6 (2.35)          | 59.8 (2.35)          | 70.9 (2.79)          | 77.3 (3.04)          | 79.4 (3.13)          | 739 (29.1)           |
| 月均日照時數         | 69.9                 | 90.3                 | 144.2                | 178.5                | 205.6                | 228                  | 239.4                | 236.4                | 184.7                | 120.6                | 76.7                 | 59.2                 | 1,833.5              |
| 来源：infoclimat.fr  |                      |                      |                      |                      |                      |                      |                      |                      |                      |                      |                      |                      |                      |

## 行政区划
图赖讷地区圣莫尔是法国中央-卢瓦尔河谷大区安德尔-卢瓦尔省的一个市镇，编号为37226。图赖讷地区圣莫尔隶属于希农区和安德尔-卢瓦尔省第四选区，管理图赖讷地区圣莫尔县，同时也是图赖讷维埃纳河谷市镇公共社区的组成部分。
法国国家统计与经济研究所（简称）在进行数据统计时，将图赖讷地区圣莫尔单独设为图赖讷地区圣莫尔城市核心区以及图赖讷地区圣莫尔城市区。自2020年起，图赖讷地区圣莫尔城市区被包含162个市镇的图尔城市辐射区代替。此外，还将图赖讷地区圣莫尔市镇整体设为一个“块区”（IRIS），以便于统计人口分布情况。

## 交通

### 公路
法国A10高速公路经过境内并设有25号出入口，此外多条安德尔-卢瓦尔省省道在图赖讷地区圣莫尔境内交汇。中央-卢瓦尔河谷大区下属的城际客运提供巴士线路，可前往图尔、希农、笛卡尔、黎塞留等地。
| 25 巴黎 波尔多 | 3.5 |

| 图尔 | 34 |

| 洛什 | 31 |

| 普瓦捷 | 72 |

| 沙泰勒罗 | 36 |

| 索米尔 | 60 |

| 希农 | 31 |

2018年，74%的图赖讷地区圣莫尔家庭拥有至少一辆私人汽车。2019年，图赖讷地区圣莫尔境内共发生各类交通事故1起，造成1人遇难。

### 铁路

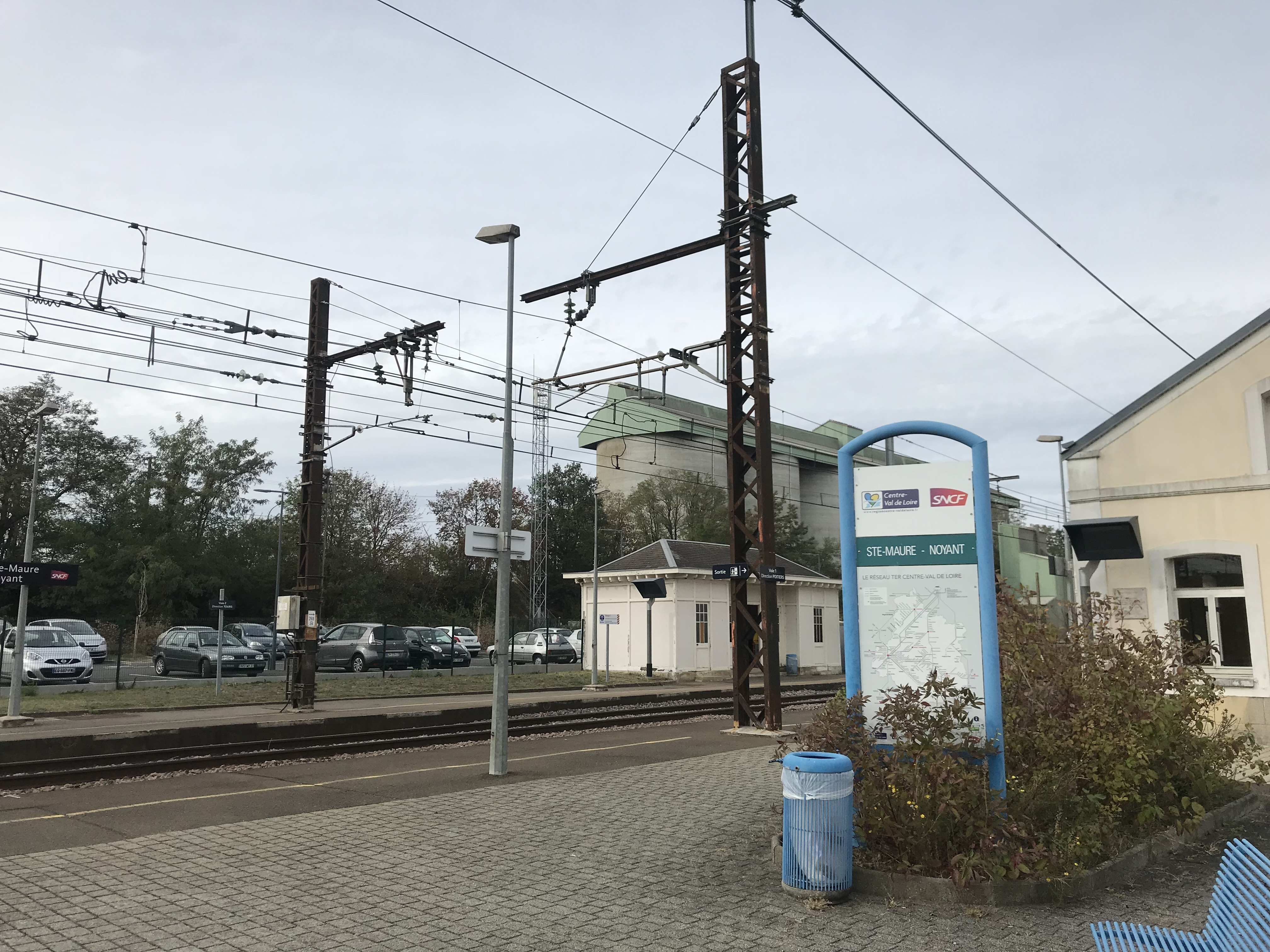
圣莫尔-努瓦扬火车站

巴黎－波尔多铁路经过图赖讷地区圣莫尔西部的图赖讷地区努瓦扬境内，并设有圣莫尔-努瓦扬站，该站停靠往返于图尔和普瓦捷一线的区域列车。

### 航空
距离图赖讷地区圣莫尔最近的民用航空站为图尔机场，距离图赖讷地区圣莫尔市中心的公路里程约40公里。

### 城市公共交通
截至2022年2月，图赖讷地区圣莫尔暂无城市公共交通系统。

## 政治

### 市政内阁

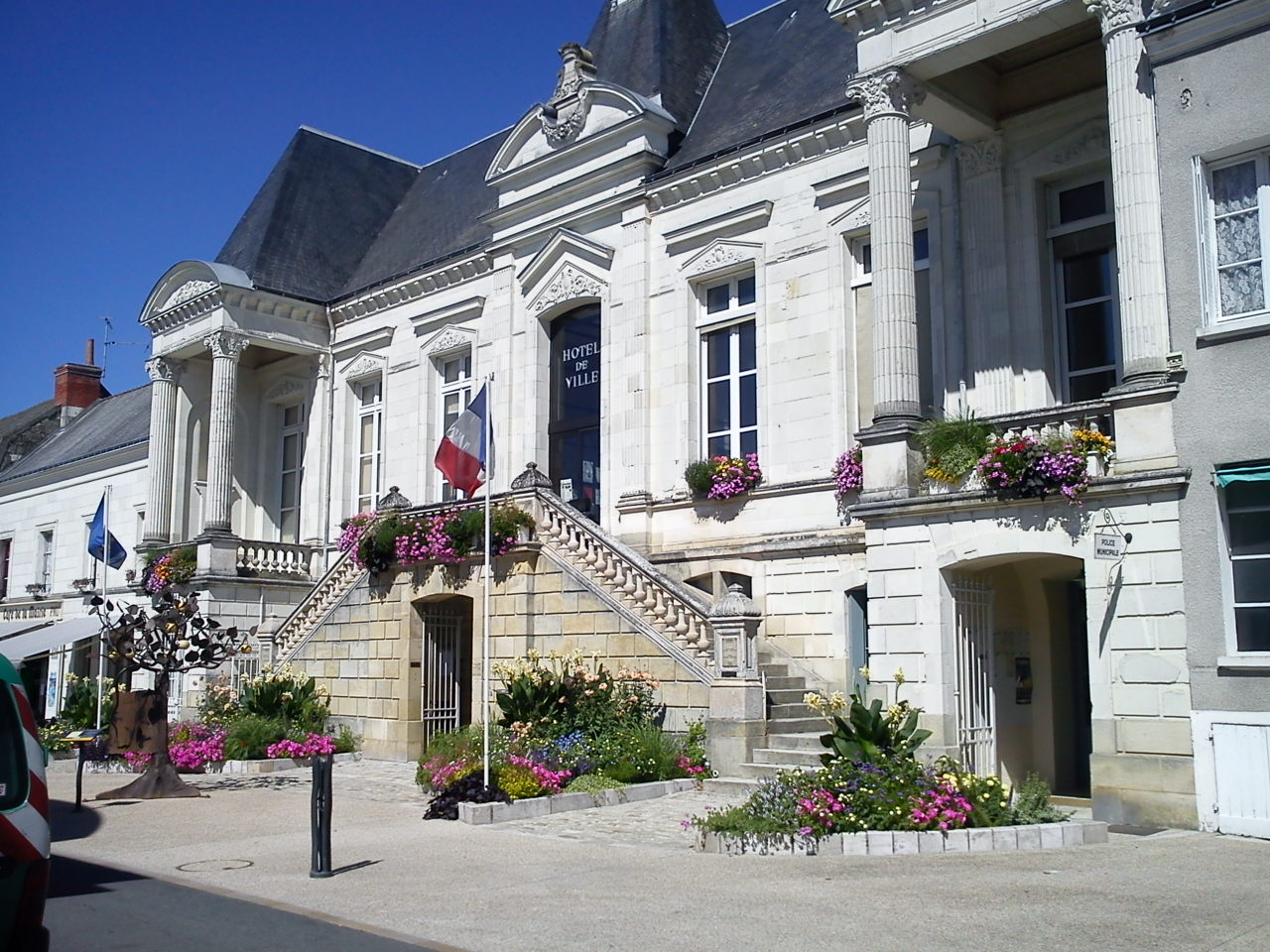
图赖讷地区圣莫尔市政厅

图赖讷地区圣莫尔的现任市长为米歇尔·尚皮尼先生（Michel Champigny），他是共和党的一名成员，在2020年的市政选举中获得了59.56%的支持率。
| 图赖讷地区圣莫尔历届市长 | 图赖讷地区圣莫尔历届市长             | 图赖讷地区圣莫尔历届市长  |
| 任期                     | 市长                                 | 党派                      |
| ------------------------ | ------------------------------------ | ------------------------- |
| 1953年－1968年           | Marc Desaché 马克·德萨谢             | UNR新共和国联盟           |
| 1968年－1985年           | Robert Guignard 罗贝尔·吉尼亚尔      | DVD右翼无党派人士         |
| 1985年－1995年           | Jackie Dufour 雅奇·迪富尔            | DVD右翼无党派人士         |
| 1995年－2001年           | Jacques Coutris 雅克·库特里          | DVD右翼无党派人士         |
| 2001年－2014年           | Christian Barillet 克里斯蒂安·巴里耶 | DVG左翼无党派人士         |
| 2014年－                 | Michel Champigny 米歇尔·尚皮尼       | UMP人民运动联盟 →LR共和黨 |

### 各级选举
| 图赖讷地区圣莫尔历届投票选举结果 | 图赖讷地区圣莫尔历届投票选举结果 | 图赖讷地区圣莫尔历届投票选举结果 | 图赖讷地区圣莫尔历届投票选举结果 | 图赖讷地区圣莫尔历届投票选举结果   | 图赖讷地区圣莫尔历届投票选举结果 | 图赖讷地区圣莫尔历届投票选举结果 | 图赖讷地区圣莫尔历届投票选举结果   | 图赖讷地区圣莫尔历届投票选举结果 | 图赖讷地区圣莫尔历届投票选举结果 |
| 选举项目                         | 选举范围                         | 选区单位                         | 选举结果                         | 选举结果                           | 选举结果                         | 选举结果                         | 选举结果                           | 选举结果                         | 参考资料                         |
| 选举项目                         | 选举范围                         | 选区单位                         | 第一轮胜出者                     | 第一轮胜出者                       | 支持率                           | 第二轮胜出者                     | 第二轮胜出者                       | 支持率                           | 参考资料                         |
| -------------------------------- | -------------------------------- | -------------------------------- | -------------------------------- | ---------------------------------- | -------------------------------- | -------------------------------- | ---------------------------------- | -------------------------------- | -------------------------------- |
| 2017年法國總統選舉               | 法國                             | 市镇                             |                                  | 玛丽娜·勒庞                        | 23.73%                           |                                  | 埃马纽埃尔·马克龙                  | 59.67%                           | [ 25 ]                           |
| 2017年法国立法选举               | 安德尔-卢瓦尔省第四选区          | 市镇                             |                                  | 法比安娜·科尔博克                  | 30.49%                           |                                  | 法比安娜·科尔博克                  | 53.83%                           | [ 25 ]                           |
| 2019年欧洲议会选举               | 法國                             | 市镇                             |                                  | Prenez le Pouvoir                  | 27.3%                            | （不适用）                       | （不适用）                         | （不适用）                       | [ 25 ]                           |
| 2021年法国省级选举               | 安德尔-卢瓦尔省                  | 县                               |                                  | ARNAULT Nadège MARTEGOUTTE Etienne | 73.52%                           |                                  | ARNAULT Nadège MARTEGOUTTE Etienne | 75.5%                            | [ 26 ]                           |
| 2021年法国省级选举               | 安德尔-卢瓦尔省                  | 市镇                             |                                  | ARNAULT Nadège MARTEGOUTTE Etienne | 59.66%                           |                                  | ARNAULT Nadège MARTEGOUTTE Etienne | 72.69%                           | [ 26 ]                           |
| 2021年法国大区选举               |                                  | 市镇                             |                                  | 弗朗索瓦·博诺                      | 25.67%                           |                                  | 弗朗索瓦·博诺                      | 43.43%                           | [ 27 ]                           |

## 人口
2018年，图赖讷地区圣莫尔市镇人口数量为4,142，在法国排名第2,678位。其中男性1,965人，女性2,177人，75岁及以上人口占13.9%，外籍人口数量为725人，人口密度为102人/平方公里，当地居民被称为（男性）或（女性）。2019年，图赖讷地区圣莫尔境内出生31人，死亡人口74人。
| 图赖讷地区圣莫尔1901年－2019年人口变化情况 |
|                                            |
| 数据来源：Cassini、INSEE                   |

## 经济
图赖讷地区圣莫尔是一个区域性的中心城市。截止2022年2月，图赖讷地区圣莫尔市镇范围内共有各类用人单位（包含自雇）543家，平均历史为16年，其中99.65%为中小型企业（PME）。（农具销售）、（工业设备销售）及（工业机械）是当地2020年营业额最高的三个企业，分别为19,755,267欧元、6,185,220欧元和2,435,972欧元。

## 财政与居民收入
2020年，图赖讷地区圣莫尔的财政收入总额为4,338,620欧元，财政支出总额为3,881,570欧元，当年的债务总额为5,295,190欧元。2021年，图赖讷地区圣莫尔共获得1,043,796欧元的国家财政补助，比上一年增加了1.27%。
2019年，图赖讷地区圣莫尔的人均月收入总额为1,979欧元，其中高级职员为3,469欧元，低于法国平均水平（4,230欧元）；中级职员为2,214欧元，低于法国平均水平（2,411欧元）；普通职员为1,674欧元，亦低于法国平均水平（1,740欧元）。
2018年，图赖讷地区圣莫尔境内的青壮年（15至64岁）失业率为12.8%，当地46.5%的家庭拥有纳税资格，平均纳税1,510欧元，低于法国平均水平（3,910欧元）。

## 社会事务

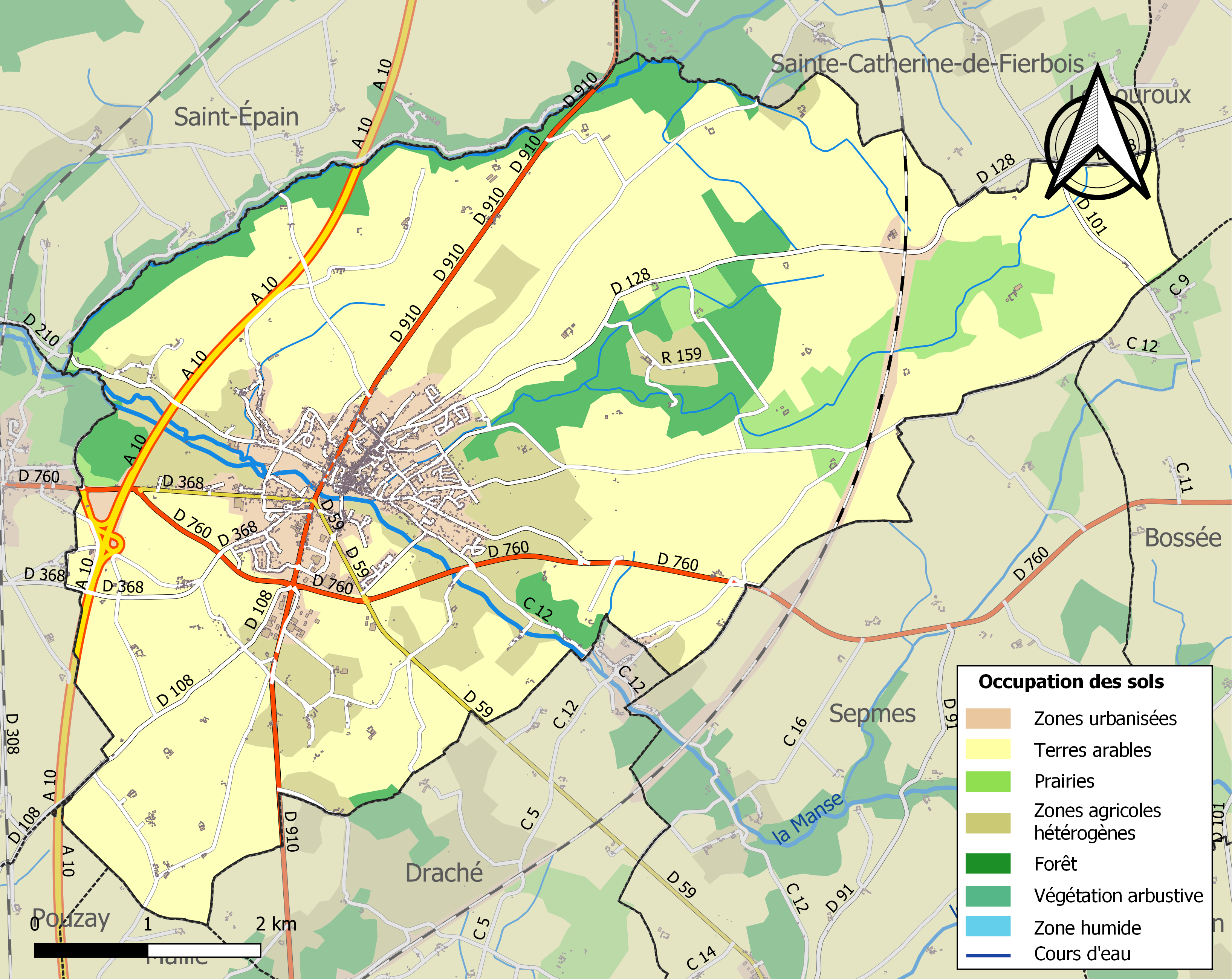
图赖讷地区圣莫尔土地利用情况地图

### 教育
图赖讷地区圣莫尔属于奥尔良-图尔学区。截止2020年1月1日，图赖讷地区圣莫尔境内共有1所幼儿园、2所小学和1所初级中学。2018至2019学年度，图赖讷地区圣莫尔境内共有在校中等教育阶段学生461名。

### 医疗
截止2020年1月1日，图赖讷地区圣莫尔境内共有全科医生8名、保健师6名、牙医4名、护士4名和眼科医生2名。境内共有药房2家、养老院2家。
图赖讷地区圣莫尔中心医院（Centre Hospitalier de Sainte-Maure-de-Touraine）是法国的一个区域性医疗机构，其主病区位于图赖讷地区圣莫尔市区，设有床位157个，是当地规模最大的公立综合性医院。

### 住房
2018年，图赖讷地区圣莫尔境内共有各类住房2,170套，其中81.7%为独立式居民区，17.9%为集中式居民区。常住房屋占图赖讷地区圣莫尔市镇范围内居民建筑总量的85.7%。
在住房保障政策方面，2020年，图赖讷地区圣莫尔境内共有435户家庭获得了住房经济补助，受益人数占总人口数量的10.5%，其中401份为房租补助。

### 商业
2019年，图赖讷地区圣莫尔境内共有各类实体商铺108家，其中餐厅9家、大型超市4家、杂货店1家、面包房4家、肉铺3家、装饰品店2家、银行门店4家、美容美发店6家、汽车维修店7家。市区南部建有Aldi和Intermarché购物超市。

### 体育
2020年，图赖讷地区圣莫尔境内共有1家游泳池、1间体育馆、1座综合体育场、5处网球场、2处足球或橄榄球场以及1处篮球或排球场。
截至2022年2月，图赖讷地区圣莫尔境内共有家注册足球俱乐部。圣莫尔-马耶足球俱乐部（Ste Maure Maillé FC，编号551126）是当地的一支足球队，其注册地址位于图赖讷地区努瓦扬，其主队2021至2022赛季参加安德尔-卢瓦尔省足球联赛乙组（法国第十级别）。

### 环境
图赖讷地区圣莫尔的环境事务由其所属的图赖讷维埃纳河谷市镇公共社区负责。2019年，图赖讷地区圣莫尔境内暂无污染企业。

### 治安
2019年，图赖讷地区圣莫尔市镇范围内有1处宪兵队。
图赖讷地区圣莫尔所在地是希农国家宪兵队的管辖范围。2020年，该宪兵队辖区内共84个市镇累计发生各类案件2,632起，其中盗窃类案件1,317起，经济类案件524起，毒品交易类案件94起。

## 文化
2020年，图赖讷地区圣莫尔境内共有1家电影院和1家博物馆。图赖讷地区圣莫尔市政府提供多媒体中心，每周二、三、五、六向公众开放。

### 建筑
图赖讷地区圣莫尔境内有多处历史建筑，其中圣莫尔-圣布里特教堂、圣梅曼修道院小教堂等为法国国家文物保护单位，图赖讷地区圣莫尔城堡是当地的地标性建筑物。

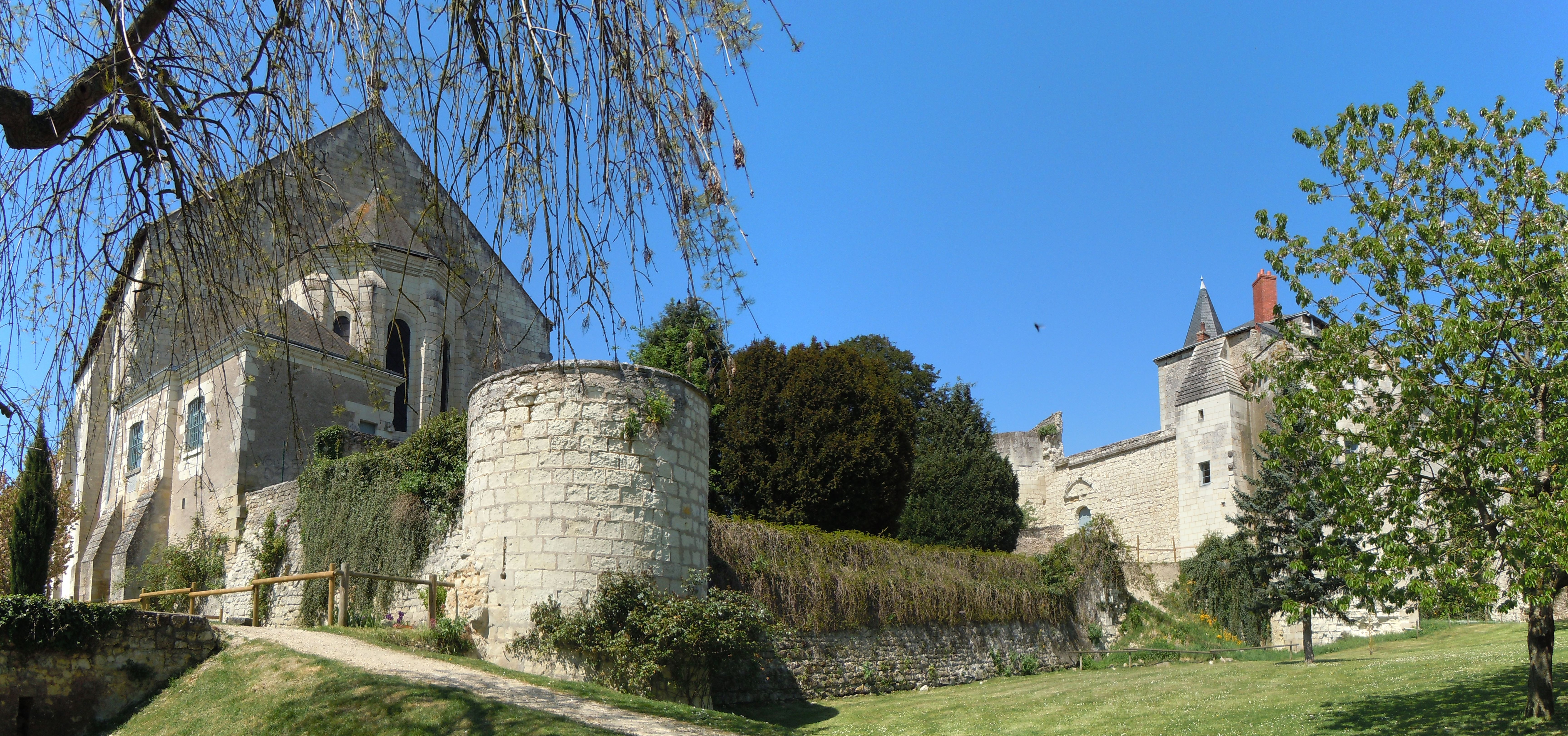
圣莫尔-圣布里特教堂（法语：Église Sainte-Maure-Sainte-Britte de Sainte-Maure-de-Touraine）
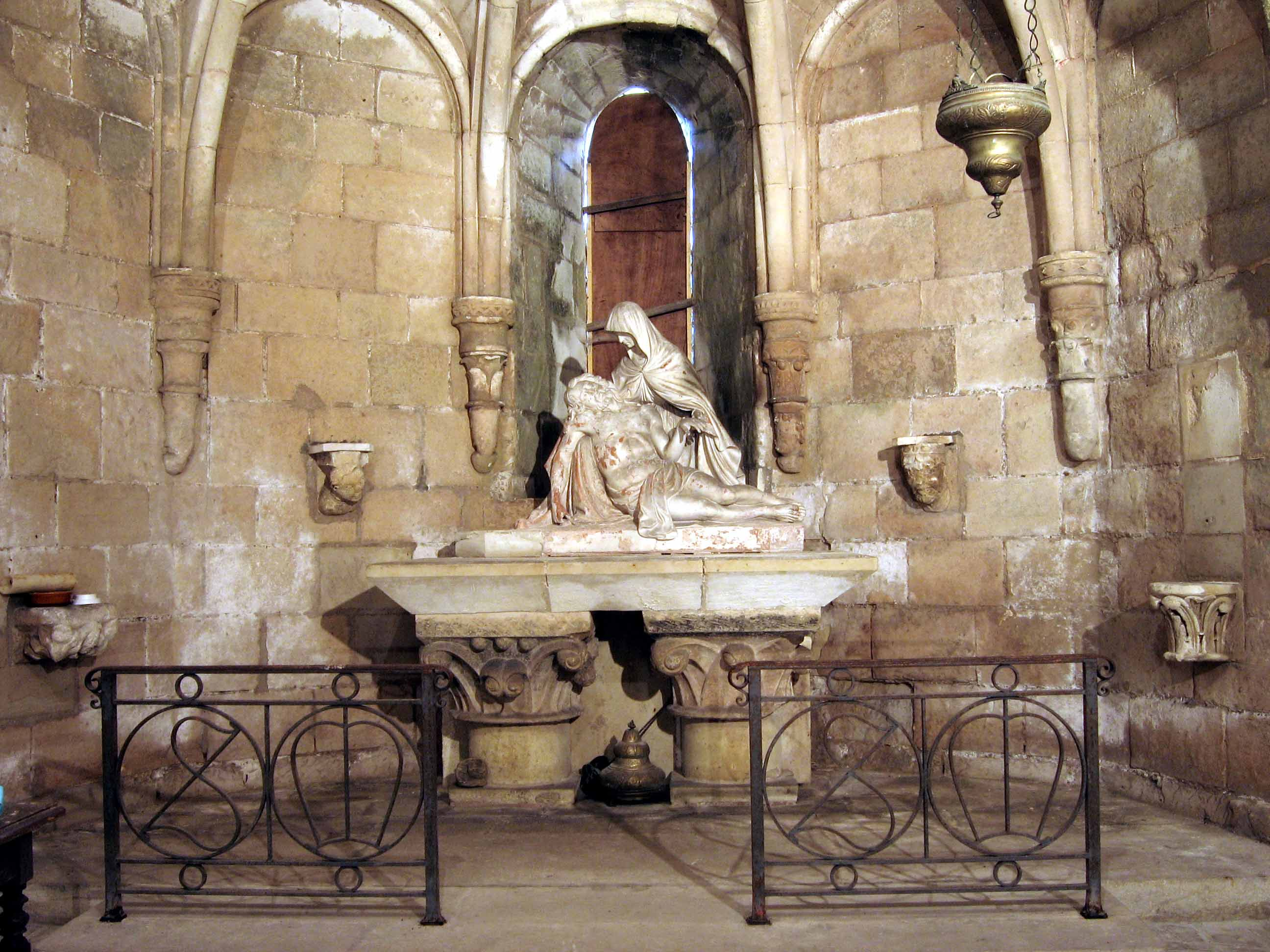
教堂雕像
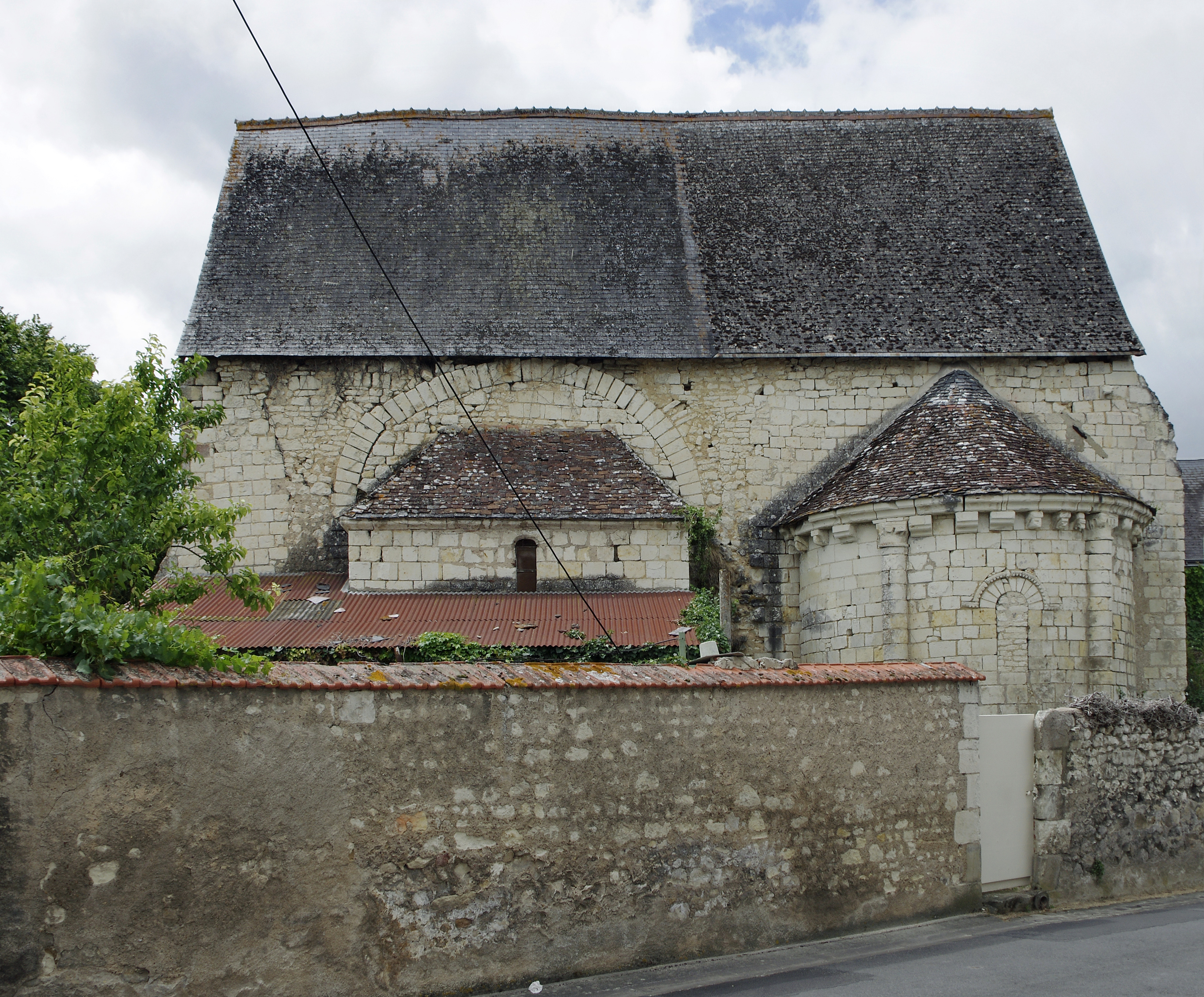
圣梅曼修道院小教堂（法语：Chapelle du prieuré Saint-Mesmin）
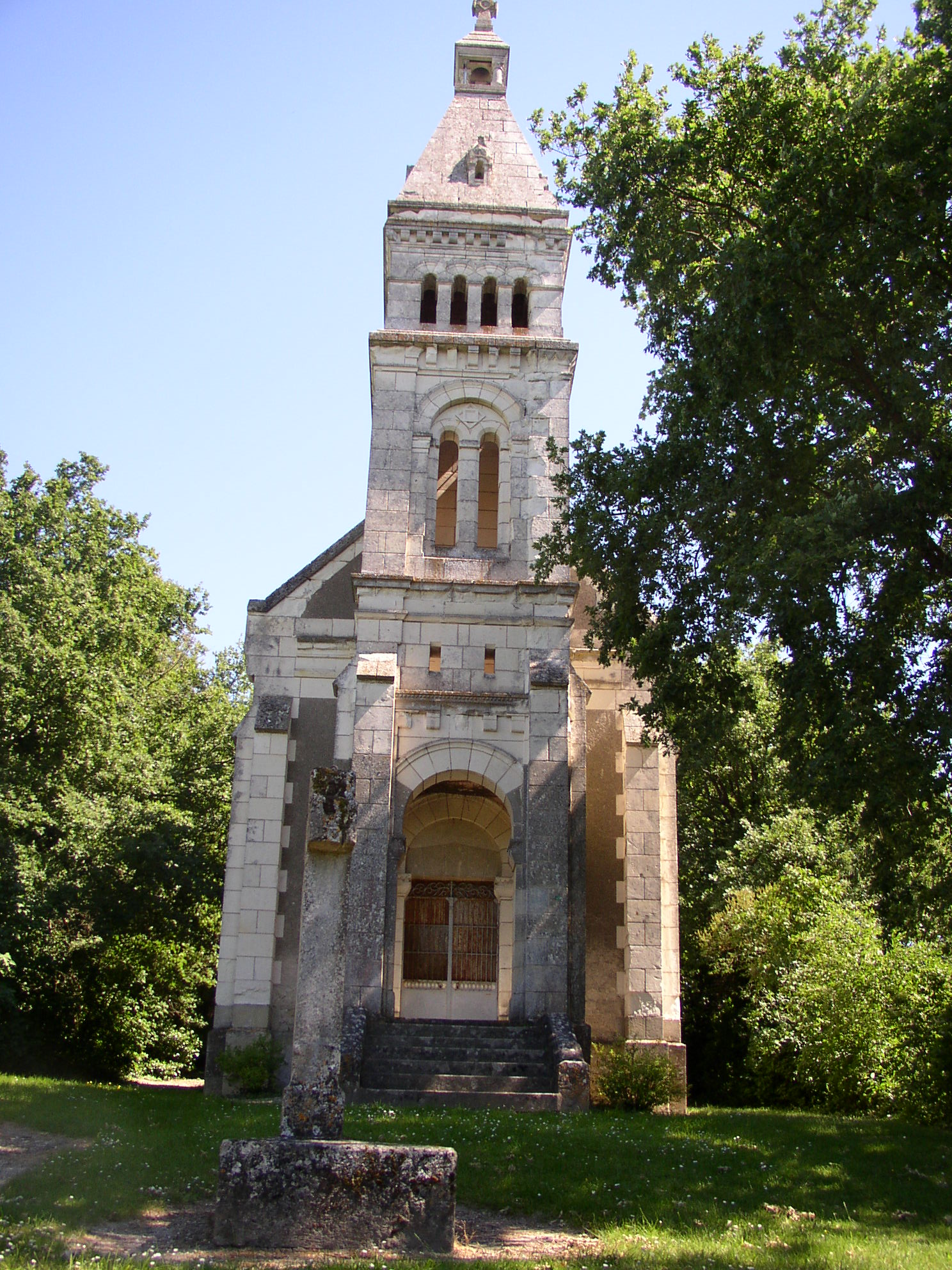
圣女小教堂
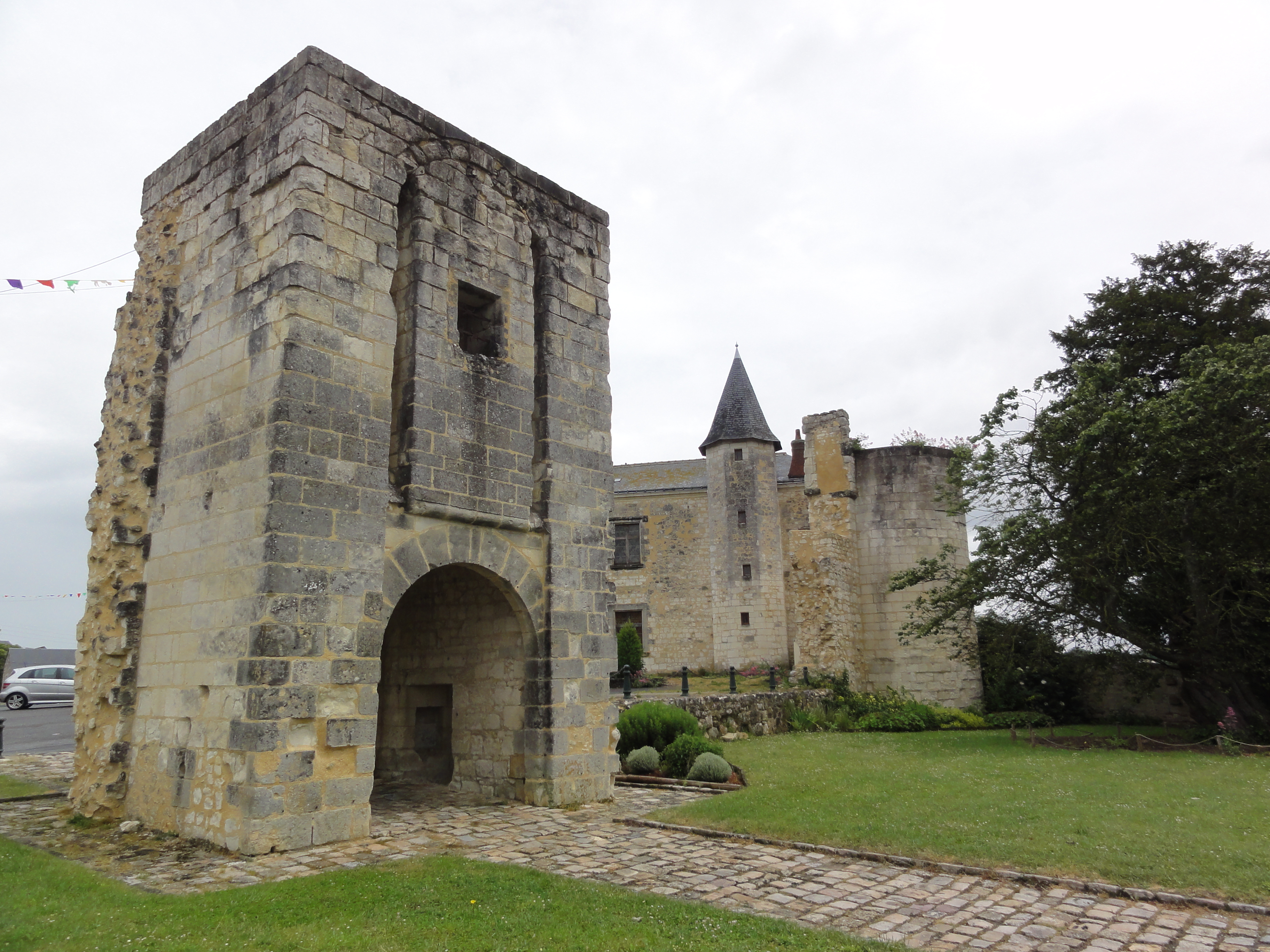
图赖讷地区圣莫尔城堡（法语：Château de Sainte-Maure-de-Touraine）
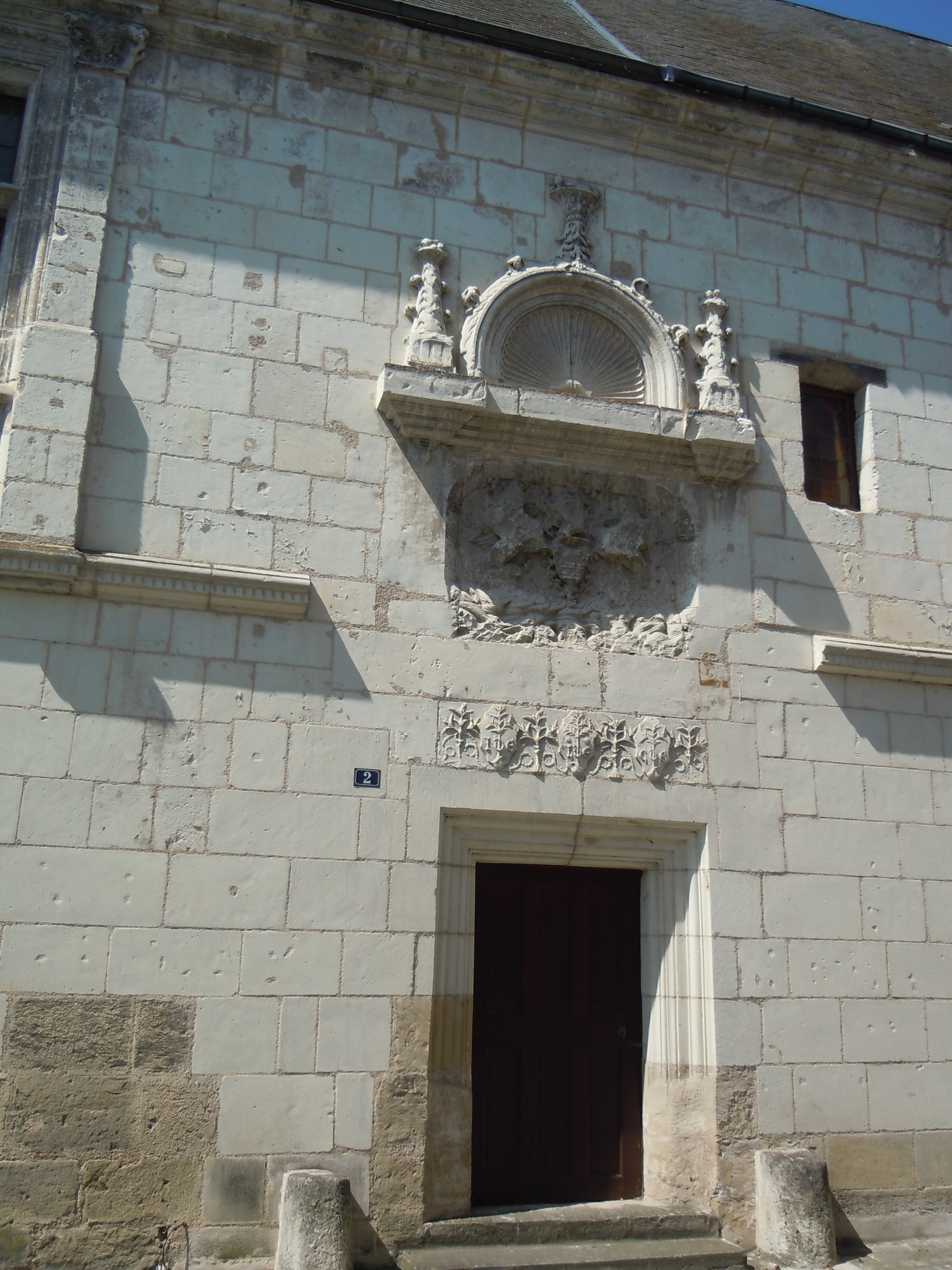
埃斯图特维尔大楼（法语：Maison d'Estouteville）
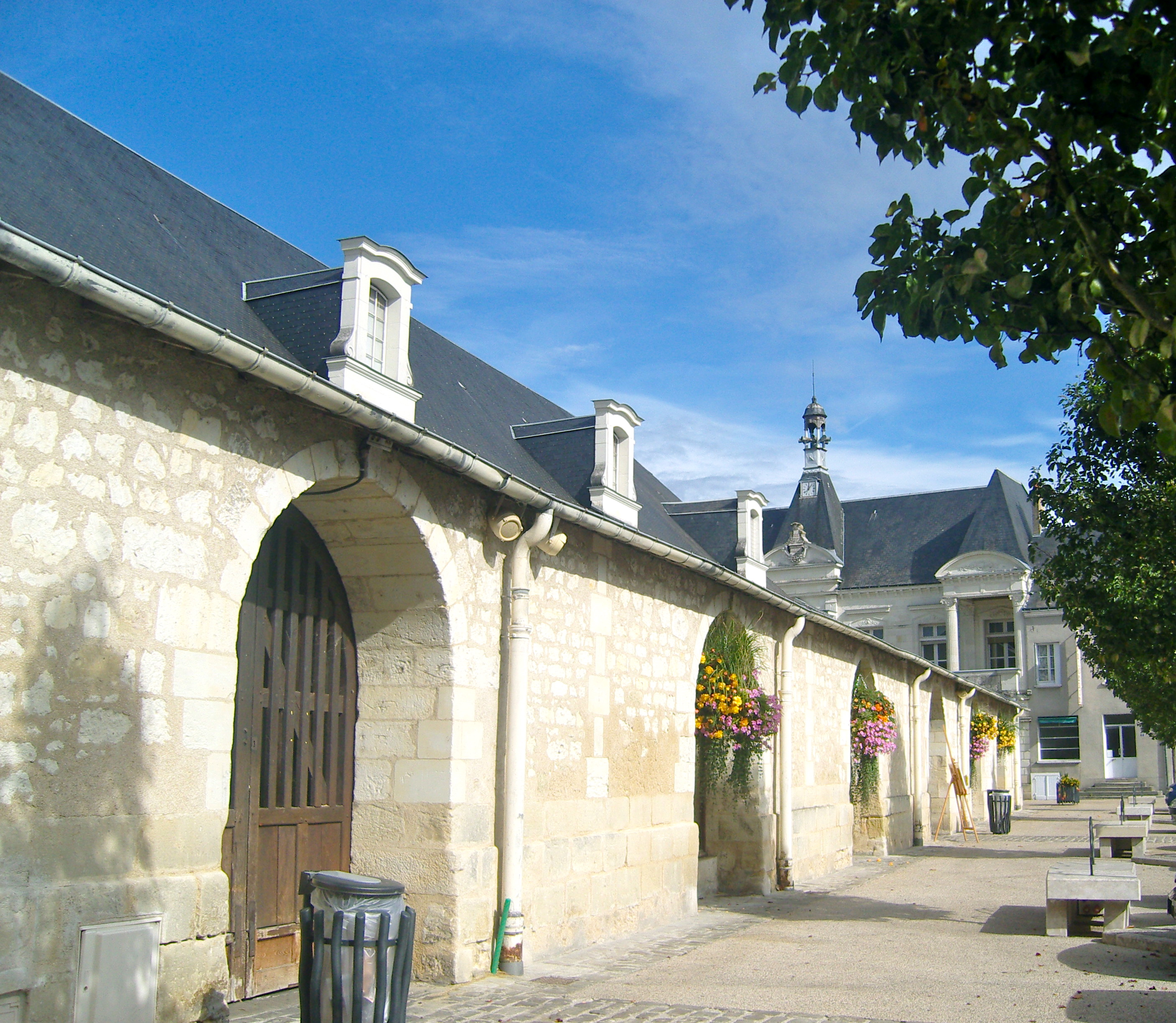
集市大堂（法语：Halles de Sainte-Maure-de-Touraine）

### 旅游
图赖讷地区圣莫尔的旅游事务由其所属的图赖讷维埃纳河谷市镇公共社区负责。2021年，图赖讷地区圣莫尔境内共有2家酒店共计23间房间；另有1个露营地，可容纳共66辆露营车。

### 媒体
法国主要的媒体均可在图赖讷地区圣莫尔接收，法国电视三台下属的中央-卢瓦尔河谷大区频道在部分时段播出图赖讷地区圣莫尔所属区域的地方新闻。图尔卢瓦尔河谷电视台、《中西部新共和国报》、蓝色法兰西图赖讷广播等是当地的主要地方性媒体。

## 奶酪
图赖讷地区圣莫尔因同名奶酪而闻名，根据民间传说，该奶酪起源于公元九世纪，在普瓦捷战争中被一名阿拉伯妇女制作而成并得以流传。1996年，图赖讷地区圣莫尔奶酪获得原产地名称保护标志。

## 相关人物
法国考古学家让-雅克·布拉塞和足球运动员埃里克·克罗尼埃出生于图赖讷地区圣莫尔。

## 友好城市
截至2022年2月，图赖讷地区圣莫尔共与一座城市互为友好城市关系：
- 西班牙 艾利翁